# Namri Songtsen
Namri Songtsen  (Wylie: gnam ri srong btsan),  também grafado Namri Löntsen  (Wylie: gnam ri slon mtshan) foi, de acordo com a tradição, o 32º Rei de Bod (Tibete) da Dinastia Yarlung, que até seu reinado governou apenas o Vale Yarlung. Ele expandiu seu reino para governar a parte central do planalto tibetano. Suas ações foram decisivas para a formação do Império Tibetano (século VII), do qual pode ser nomeado co-fundador com seu filho, Songtsen Gampo.

## Antecedentes
Namri Songtsen era um membro da tribo Yarlung, localizada ao sudeste de Lhasa, no fértil Vale de Yarlung, onde o rio Yarlung Tsangpo (conhecido na Índia como Brahmaputra) era a base da agricultura e para a sobrevivência da vida humana. O planalto tibetano era, nesta época, um mosaico de clãs de pastores das montanhas com organizações nômades simples onde lutas intertribais e razias aconteciam normalmente. Cada clã tinha vários chefes. Esses clãs tinham poucas trocas materiais e culturais de acordo com a topografia, clima e distâncias, o que significa que cada clã, localizado em uma rede específica de vales, tinha sua própria cultura com pouco em comum com outros clãs. Esses "prototibetanos" estavam isolados das relações com o mundo exterior, embora alguns grupos de montanhas a leste em Sujuão, Chingai e o reino de Tuyuhun ('Azha) vivessem em áreas de fronteira contíguas ou dentro do império dos Tang.  As primeiras fontes chinesas parecem mencionar povos prototibetanos em alguns casos raros, se os Qiang e os Rong realmente se referiam a eles. Isso mudou dramaticamente no início da Dinastia Tang, o reino tibetano se tornando um jogador poderoso na história militar da Ásia Central e Oriental.

## Reinado
Por volta de 600, Namri Songtsen, um dos vários chefes tribais Yarlung, tornou-se o líder inconteste de vários clãs Yarlung. Usando guerreiros-pastores, ele subjugou as tribos vizinhas, uma após a outra. A expansão de seu governo para todo o Tibete Central moderno, incluindo a região de Lassa, permitiu-lhe governar muitos grupos e iniciar o estabelecimento de um estado centralizado e forte, com tropas habilidosas que ganharam experiência em suas muitas batalhas no início do século VII. Isso formou uma base importante para as conquistas posteriores por seu filho Songtsen Gampo, que unificou todo o planalto tibetano. Namri Songtsen enviou as primeiras missões diplomáticas para o imperador Yangdi da dinastia Sui, em 608 e 609.
Vários relatos históricos tibetanos dizem que foi na época de Namri Songtsen que os tibetanos obtiveram seu primeiro conhecimento de astrologia e medicina com a Dinastia Sui na China. Outros associam a introdução dessas ciências a seu filho.  No período, o conhecimento dessas e de outras ciências veio de uma variedade de países, não apenas da China, mas também da Índia budista, Bizâncio  e da Ásia Central.

## Assassinato e sucessão
Namri Songtsen foi assassinado por envenenamento em 618, As revoltas por independência ocorridas após a morte de Namri foram rapidamente esmagadas por seu filho e herdeiro Songtsen Gampo, que desenvolveu sua herança, completando a submissão do planalto tibetano , e, de acordo com histórias posteriores, introduziu um código legal unificado, um sistema de escrita tibetano, um arquivo para registros oficiais, um exército e relações com o mundo exterior.